# Estación de Corgoloin
La estación de Corgoloin es una estación ferroviaria francesa de la línea París - Marsella, situada en la comuna de Corgoloin, en el departamento de Côte-d'Or, en la región de Borgoña. Por ella transitan únicamente trenes regionales que unen Dijon con Chalon-sur-Saône.

## Situación ferroviaria
La estación se encuentra en la línea férrea París-Marsella (PK 342,595). 

## Descripción
La estación se compone de dos andenes laterales y de dos vías. Un paso a nivel permite cruzar las vías para acceder al otro andén lateral. 

## Servicios ferroviarios

### Regionales
Los TER Borgoña enlazan Dijon con Chalon-sur-Saône.